# Trabrennbahn (metropolitana di Amburgo)
Trabrennbahn è una stazione della metropolitana di Amburgo, sulla U1.